# ポビドンヨード
ポビドンヨード(英語: povidone iodine, PVPI)とは、1-ビニル-2-ピロリドンの重合物（ポリビニルピロリドン）とヨウ素の複合体であり、日本薬局方にも収載されている医薬品（ヨウ素剤）である。本品自体は暗赤褐色の粉末で、わずかな匂いがある。通常、10%程度の水溶液にし、外用消毒薬として用いる。液剤は黒褐色であり、ヨウ素の特異な匂いと味がする。
ポビドンヨードはWHO必須医薬品モデル・リストに掲載されている殺菌剤の一つである。

## 歴史
アメリカのShelanski H.A.らによって1956年に開発され、日本では明治製菓（現:Meiji Seika ファルマ(製造元)、販売元は明治）が1961年に殺菌消毒剤及びうがい薬として医薬品としての承認を得た。ムンディファーマがライセンスを持つ「イソジン」(英字表記:Isodine)の商品名で有名であるが、2016年4月以降はムンディファーマが販売を委託している塩野義製薬やシオノギヘルスケアが販売している。ムンディファーマは、海外30カ国以上でポビドンヨードを含む製品を「BETADINE(ベタダイン)」ブランドで販売している。「ベタダイン」には、うがい薬、きず薬、殺菌･消毒剤と「イソジン」にはないボディソープ・フェミニンケア製品がある。

## 薬効
ポビドンヨードの殺菌効果は、遊離ヨウ素による。ヨウ素等のハロゲンは強力な殺菌作用を持つ（細菌の蛋白質合成を阻害することによって殺菌力を発揮する）が、従来用いられてきたアルコール溶液（ヨードチンキ、ヨーチンと呼ばれていた）は人体への刺激が強いため、粘膜にも用いる消毒薬としては使えない。そのため、ポリビニルピロリドンとの錯化合物として合成された消毒薬がポビドンヨードである。うがい薬から外科手術時の消毒、皮膚粘膜の創傷部位の消毒、熱傷皮膚面の消毒、感染皮膚面の消毒など広範囲に使用される。
ポビドンヨードの殺菌作用はヨウ素の酸化作用によるため、塗布後30 - 60秒の経過で最も殺菌力が強くなる。
日本では古くから用いられてきた消毒剤として一定の評価を得ており、特にその持続効果は他の消毒剤と比較して高い。そのため、手術前の皮膚消毒や術野の消毒といった分野で使用されることが多い。
通常、芽胞菌に対して有効性をもつ消毒剤は人体毒性も高いが、ポビドンヨードは人体毒性が低いにもかかわらず、一部の芽胞菌に対しても有効性を発揮するため、院内感染に対して有効な消毒剤として注目されている。なおポビドンヨードは、衣服に着色すると落ちにくいため、色消し用の消毒剤としてハイポアルコール（チオ硫酸ナトリウムのエタノール溶液）が用いられる。
うがい薬として有名なイソジンガーグル以外にも、スクラブ剤（手指消毒剤）、ゲル化剤（塗布剤）、ゲルチューブ剤（塗布用）、水溶液剤、フィールド剤（アルコール製剤）、ポビドンヨード含浸綿製品、ソフトコンタクトの洗浄など、幅広く商品が展開されており、使用頻度の高さが窺える。

## 副作用
化合物としてのポビドンヨードと、その製品の副作用の評価は同一ではないが、ポビドンヨードの製品であるイソジンガーグル液7%（1ml中70mg含有、有効ヨウ素として7mg含有）の添付文書には次のように記載されている。
総症例1,166例中副作用発現は11例0.94%であり、その内容は
嘔気4例、口内刺激3例、その他不快感、口内のあれ、口腔粘膜びらん、口腔内灼熱感各1例であった。（再評価結果）
1. 重大な副作用
  - ショック、アナフィラキシー様症状（呼吸困難、不快感、浮腫、潮紅、蕁麻疹等）（0.1%未満）があらわれることがあるので、観察を十分に行い、異常が認められた場合には、直ちに使用を中止し、適切な処置を行うこと。

2. その他の副作用
0.1 - 5%の場合
口腔：口腔、咽頭の刺激感
消化器：悪心等
0.1%未満の場合
過敏症：発疹等 注）
口腔：口腔粘膜びらん、口中の荒れ等
その他：不快感

※注）（過敏症の場合）症状があらわれた場合には、使用を中止すること。

## 禁忌・一般的注意
添付文書によると、本剤又はヨウ素に対し、過敏症の既往歴のある患者に対しては禁忌である。また、甲状腺機能に異常のある患者には、慎重投与となっている。［血中ヨウ素の調節ができず甲状腺ホルモン関連物質に影響を与えるおそれがある。］
ヨードうがい薬液による頻回のうがいは、以下の理由から推奨されていない。
- 高い殺菌効果と引き換えに、喉の粘膜細胞も傷つけてしまい、その結果、かえってインフルエンザを含む風邪を引きやすくなってしまう結果が判明している[6]。
  - ただし実験では、45秒かけて通常より念入りにしており、うがい後水うがいをすれば、予防に効果が見込めるという論文もあり、一概にしないほうがマシという認識には問題があると思われる。[要出典]
- 過剰なヨウ素の摂取によって、ウォルフ-チャイコフ効果、すなわち甲状腺ホルモン合成が抑制されて、甲状腺機能低下を招く[7]。

## イソジン
1950年代に開発され、ポビドンヨード (PVPI)を有効成分とした殺菌・消毒剤の世界的ブランドで、世界ではベタダインとして各国で使用されている。
1961年、明治製菓（2011年からMeiji Seika ファルマ）は、ムンディファーマとの連係で医療用医薬品の外用消毒剤を発売し、1983年には一般用医薬品としてうがい薬を発売、1985年からはキャラクター「カバくん」のイラストをパッケージに用い、販売を続けた。
2015年12月9日、ムンディファーマと塩野義製薬は、一般用医薬品のイソジンブランド品（イソジンうがい薬/―うがい薬P/―うがい薬C/―のどフレッシュF/―ウォッシュ/―きず薬/―軟膏）について、Meiji Seikaファルマからムンディファーマに承継し、新たに日本国内における独占的な販売提携契約を締結、2016年3月31日よりシオノギヘルスケアが国内における販売・流通を行うことが発表された。
明治はイソジンブランドを外し、中身とデザインそのままの「うがい薬」などの販売をすることとした。(「明治うがい薬」は2022年11月に製造販売承認を健栄製薬が承継し、「健栄うがい薬」へ再度製品名が変更された)
2016年8月10日、ムンディファーマは、Meiji Seika ファルマからイソジンブランドの医療用医薬品の製造販売承認を8月1日に承継し、イソジンガーグル液 7%、―液 10%、―スクラブ液 7.5%、―フィールド液 10%、―パーム液 0.5%、―産婦人科用クリーム5%、―ゲル10%を8月10日から、3月3日から発売しているシュガーパスタ軟膏（後発品）と併せて発売することを発表した。
2017年9月1日、ムンディファーマが開発した「イソジン除菌ウェットシートシリーズ」が、シオノギヘルスケアを通じて発売された。弱酸性アルコールを使用し、イソジンブランドでポビドンヨードを含まない初めての製品でもある。
2018年8月1日、ムンディファーマとシオノギヘルスケアは、指定医薬部外品のイソジンクリアうがい薬A、Mを発売した。有効成分はセチルピリジニウム塩化物水和物 (CPC)で、ポビドンヨードは含まれない。
2018年9月25日、ムンディファーマは、イソジンのど飴「フレッシュレモン」「はちみつ金柑」「ペパーミント」の発売を発表した。2020年現在は前者2点と、「ペパーミント」に代わり「PREMIUMオリジナルハーブ」が販売されている。亜鉛やヘスペリジンを含み、ポビドンヨードは含まれない。

## その他注意事項
- カタカナで二文字目は濁点（゛）の「ビ」であり、半濁点（゜）のポピドンヨードは、誤記。スペルに含まれる"v"に則り、「ポヴィドン（ヨード）」という表記もニコニコニュース[16]はじめ、個人ブログやTwitterで散見される。
- ポビドンヨード液は、電気的な絶縁性を持つため、電気メスを使用する際は、対極板との間にポビドンヨード液が入らないよう注意をする必要がある。
- 稀にではあるが、皮膚に使用した際に、色素沈着を起こすことがある。
- 眼に使用する際は、希釈液を用いることが推奨されている。
- 福島第一原子力発電所事故の際、市販品のポビドンヨード（イソジンなど）を服用することにより、安定ヨウ素剤の代用として、放射性ヨウ素による体内被曝を防止できるという虚偽の情報が、デマとしてSNSで拡散されたが、放射線医学総合研究所では、内服薬ではないため、体に有害な物質が含まれている可能性があることや、ヨウ素含有量が少なく、放射線被曝防止の効果がないので、決して溶液を飲まないよう呼びかけた[17]。